# Kariya
För andra betydelser, se Kariya (olika betydelser).
Kariya (刈谷市, Kariya-shi) är en japansk stad i prefekturen Aichi på den centrala delen av ön Honshu. Den har cirka 147 000 invånare. Staden är belägen vid Chitaviken sydost om Nagoya, och ingår i denna stads storstadsområde. Kariya fick stadsrättigheter 1 april 1950.